# Třída Dark
Třída Dark byly torpédové a dělové čluny britského královského námořnictva z 50. let 20. stoleti. Jednalo se o modifikaci předcházející třídy Gay, která se lišila pouze použitím dieselových motorů. Celkem bylo postaveno 18 jednotek této třídy. Všechny byly vyřazeny v polovině 60. let 20. století. Část jich byla prodána civilním uživatelům. Byly to první britské útočné čluny poháněné vznětovými motory.

## Stavba
V letech 1951–1952 bylo objednáno celkem 27 člunů této třídy, avšak stavba devíti z nich byla roku 1955 zrušena. Stavbu provedly loděnice Saunders-Roe v Beaumaris (6 + 3 zrušeny), Vosper v Porchesteru (4 + 3 zrušeny), Taylor v Chertsey (2), McGruer v Clynderu (1 + 1 zrušen), Miller v St. Monance (1) a Morgan Giles v Teignmouthu (2) a Thorneycroft v Hamptonu (2 + 2 zrušeny).
Postavené čluny byly na vodu spuštěny v letech 1954–1958. Dostaly jména Dark Adventurer (P1101), Dark Aggressor (P1102), Dark Antagonist (P1103), Dark Biter (P1104), Dark Avenger (P1105), Dark Rover (P1107), Dark Buccaneer (P1108), Dark Clipper (P1109), Dark Highwayman (P1110), Dark Killer (P1111), Dark Hussar (P1112), Dark Fighter (P1113), Dark Gladiator (P1114), Dark Hero (P1115), Dark Hunter (P1116), Dark Intruder (P1118), Dark Invader (P1119) a Dark Scout (P1120).

## Konstrukce

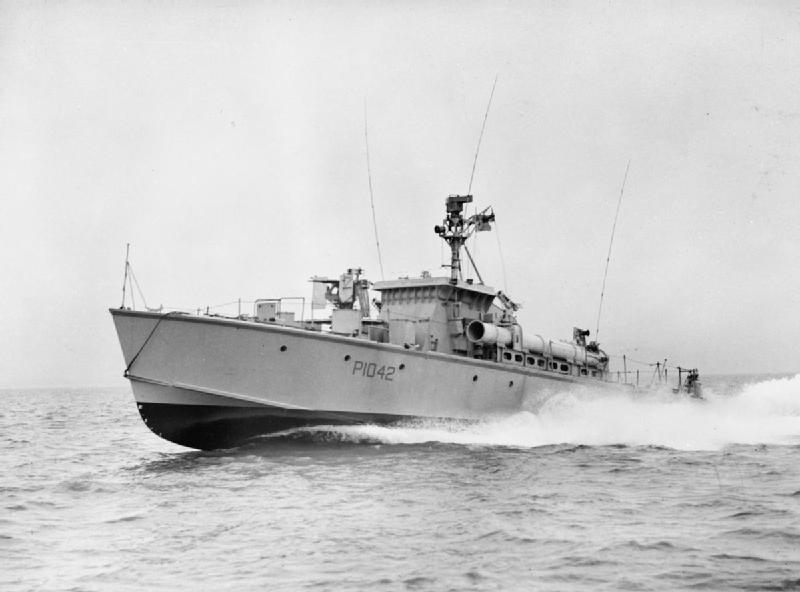
Třída Dark se od třídy Gay lišila pouze jiným pohonem. Na snímku torpédový člun HMS Gay Bombardier.

Čluny měly dřevěný trup a kostru z hliníkových slitin. Pouze poslední postavený člun Dark Scout měl hlíníkový trup. Instalací jedné ze dvou základních konfigurací výzbroje vznikl buď dělový, nebo torpédový člun. Dělové čluny nesly jeden 114mm kanón a jeden 40mm kanón Bofors. Naopak torpédové čluny nesly dva 40mm kanóny Bofors a dva 533mm torpédomety. Pohonný systém tvořily dva 16válcové diesely Napier Deltic. Nejvyšší rychlost dosahovala 40 uzlů.